# The Rhodes Colossus

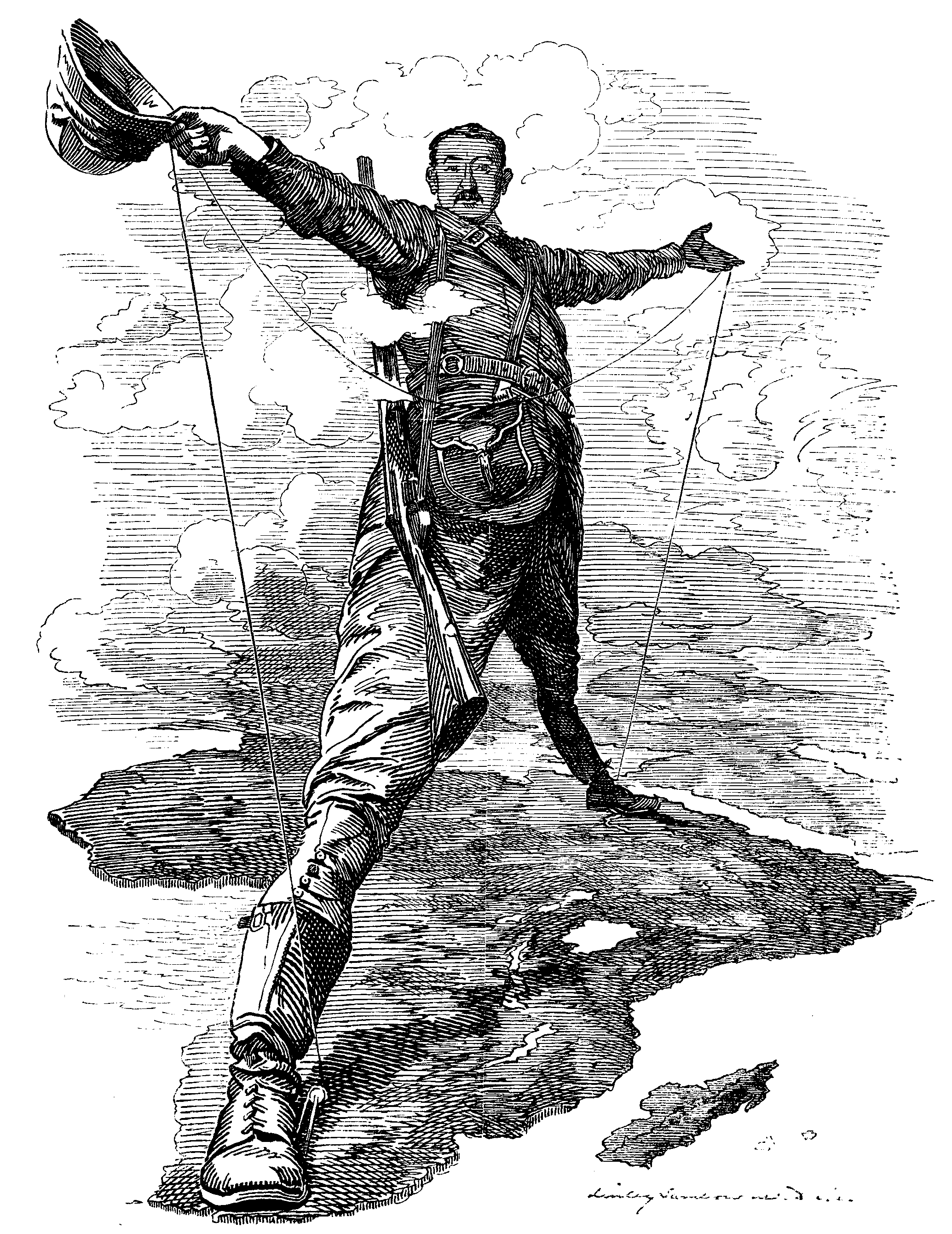
The Rhodes Colossus

The Rhodes Colossus, in vollem Titel The Rhodes Colossus Striding from Cape Town to Cairo, ist eine Karikatur von Edward Linley Sambourne, die am 10. Dezember 1892 in der Satirezeitschrift Punch erschien. Sie ist eine der bekanntesten politischen Karikaturen des 19. Jahrhunderts und wird häufig im Diskurs rund um den Wettlauf um Afrika abgebildet. Die Karikatur wurde nach ihrem Erscheinen wiederholt abgedruckt und wird seitdem oft in Geschichtsbüchern in Zusammenhang mit dem britischen Imperialismus abgebildet.
Die Karikatur entstand im Kontext, dass Großbritannien nach der Kongokonferenz 1884/1885 zahlreiche Kolonien von Ägypten im Norden bis zur Kapkolonie im Süden unter seine Herrschaft bringen konnte. The Rhodes Colossus zeigt den britischen Kolonialisten Cecil Rhodes als Riesen, der mit dem rechten Fuß im späteren Südafrika und mit dem linken Fuß in Ägypten steht und beide Seiten des afrikanischen Kontinents mit Kabeln verbindet. Die Karikatur war ein satirischer Kommentar auf Rhodes’ Pläne, wonach Kabel für elektrische Telegraphen von Kapstadt nach Kairo verlegt werden sollten.
Der Name der Karikatur und die Abbildung spielen auf den Koloss von Rhodos an, wobei im Englischen die Namensgleichheit zwischen Rhodes und der griechischen Insel Rhodos ein Wortspiel darstellt. In der Originalveröffentlichung publizierte der Zeitungsverleger neben der Karikatur ein satirisches Gedicht in Versen über Rhodes’ Pläne. Linley Sambourne reagierte dabei auf einen Artikel, der am 30. November 1892 in The Times erschienen war. Er wollte mit der Karikatur die Überheblichkeit der britischen Kolonialisten brandmarken, die als Teil des Kap-Kairo-Plans auch eine Eisenbahnverbindung vom Süden in den Norden Afrikas bauen wollten. Der Telegraph wird als Symbol für die koloniale Machtausbreitung gesehen, da sie vor allem die Kommunikation zwischen den britischen Kolonialherren in unterschiedlichen Teilen Afrikas erleichtern und damit die Vormacht über die indigene Bevölkerung noch weiter ausbauen sollte.